# Paul Weitz
Paul John Weitz (Nueva York; 19 de noviembre de 1965) es un director, guionista, productor y actor de cine y teatro estadounidense.
Comenzó a trabajar en el cine junto a su hermano Chris Weitz, con él ha codirigido tres películas: American Pie, Down to Earth y About a Boy.
Independientemente ha dirigido y escrito películas como In Good Company, American Dreamz, Cirque du Freak: The Vampire's Assistant, Little Fockers, Being Flynn y Admission.Además es nieto de la actriz de cine sonoro mexicano y de Hollywood Lupita Tovar
Chris Weitz

## Biografía
Nacido en la ciudad de Nueva York en el año 1965.
Es hijo del diseñador de moda John Weitz y de la actriz Susan Kohner, su hermano es el productor, guionista, director y actor Chris Weitz, es nieto del periodista y productor Paul Kohner y de la actriz Lupita Tovar.
Realizó sus estudios primarios y secundarios en las escuelas Allen-Stevenson School y Collegiate School de Nueva York. Seguidamente se graduó por la Universidad Wesleyana de Middletown (Connecticut), siendo allí donde escribió numerosas obras de teatro.
Años más tarde en 1998, comenzó trabajando profesionalmente en el mundo del cine como guionista, coescribiendo junto a su hermano Chris Weitz la película de animación Antz y la comedia El profesor chiflado II: La familia Klump.
Al año debutó como director de cine juntándose con su hermano con el que ha codirigido numerosas películas. La primera fue la película de comedia adolescente de gran éxito American Pie, en 2001 la película Down to Earth, en 2002 la adaptación de la novela de Nick Hornby, About a Boy con la que fue nominado al Óscar al mejor guion adaptado y a los Premios BAFTA.
Desde entonces ambos hermanos han llevado carreras independientes, comenzando a dirigir y escribir el solo en el año 2004 la película In Good Company, en 2006 la película American Dreamz.
En el año 2008 debutó como productor junto a su hermano, en la comedia romántica Nick and Norah's Infinite Playlist protagonizada por Michael Cera y Kat Dennings. En 2009, dirigió la adaptación de la novela juvenil Cirque du Freak del escritor Darren Shan, llamada Cirque du Freak: The Vampire's Assistant, en 2010 la tercera película de la saga Meet the Parents (Los Padres de Ella) Little Fockers, en 2012 la adaptación de Another bullshit night in Suck City, Being Flynn protagonizada por Robert De Niro y en 2013 Admission.
Además de dirigir, durante estos años ha escrito numerosas obras de teatro de gran reconocimiento, siendo estrenadas en Broadway, protagonizadas por actores como Zach Braff, Bobby Cannavale, Sutton Foster y Ari Graynor, representadas en Brasil, Alemania y Grecia.
Actualmente interpreta un papel en la película Life After Beth, protagonizada por Dane DeHaan y dirige y produce la serie web Mozart in the Jungle.

## Filmografía
| Año  | Título                                    | Notas                                        |
| ---- | ----------------------------------------- | -------------------------------------------- |
| 1998 | Antz                                      | Guionista, junto a su hermano y Todd Alcott  |
| 1999 | American Pie                              | Director, junto a su hermano Chris Weitz     |
| 2000 | El profesor chiflado II: La familia Klump | Guionista, junto a su hermano                |
| 2001 | Down to Earth                             | idem                                         |
| 2002 | About a Boy                               | idem                                         |
| 2004 | In Good Company                           | Director en solitario y guionista            |
| 2006 | American Dreamz                           | idem                                         |
| 2008 | Nick and Norah's Infinite Playlist        | Productor, junto a su hermano y Andrew Miano |
| 2009 | Cirque du Freak: The Vampire's Assistant  | idem                                         |
| 2010 | Little Fockers                            | Director                                     |
| 2012 | Being Flynn                               | Director y guionista                         |
| 2013 | Proceso de Admisión                       | Director                                     |
| 2014 | Life After Beth                           | Actor                                        |
| 2014 | Mozart in the Jungle                      | Director, serie web                          |
| 2015 | Grandma                                   | Director, escritor y productor               |
| 2016 | Good Kids                                 | Productor                                    |
| 2017 | A Happening of Monumental Proportions     | Productor                                    |
| 2018 | Bel Canto                                 | Director y co-guionista                      |
| 2020 | Fatherhood                                | Director, escritor y productor               |

## Premios y nominaciones
Premios Óscar
| Año  | Categoría            | Trabajo nominado | Resultado |
| ---- | -------------------- | ---------------- | --------- |
| 2003 | Mejor guion adaptado | About a Boy      | Candidato |

Premios del Sindicato de Actores
| Año  | Categoría                                                 | Trabajo     | Resultado |
| ---- | --------------------------------------------------------- | ----------- | --------- |
| 2002 | Mejor guion adaptado (junto a Chris Weitz y Peter Hedges) | About a Boy | Nominado  |